# 尼代根
尼代根是德国北莱茵-威斯特法伦州的一个市镇。总面积65.06平方公里，总人口10621人，其中男性5235人，女性5386人（2011年12月31日），人口密度163人/平方公里。